# SES-1
SES-1 (Anfangs als AMC-4R, dann als AMC-1R bzw. AMC-5RR bezeichnet) ist ein kommerzieller Kommunikationssatellit des niederländischen Satellitenbetreibers SES World Skies. Er ist der erste Satellit der SES-Serie.

## Missionsverlauf
Er wurde am 24. April 2010 mit einer Proton-M-Trägerrakete vom Raketenstartplatz Baikonur in den Weltraum gebracht. Acht Stunden und 58 Minuten nach dem Start wurde der Satellit von der Bris-M-Oberstufe getrennt. SES-1 ist der 42. Satellit der globalen Flotte von SES, aber der erste der deren Name trägt. Noch im Jahr 2011 folgten mit SES-2 und SES-3 zwei baugleiche Satelliten.

## Technische Daten
Der dreiachsenstabilisierte Satellit ist mit 24 aktiven C-Band- und 24 Ku-Band-Transpondern ausgerüstet. Sechs der Kanäle in jedem Band können über Kreuz zum gegenüberliegenden Band geführt werden (Cross-Strapping). Er verfügt über eine Nutzleistung von ca. 5 kW und ist mit je zwei ausfahrbaren Reflektoren von 2,3 Metern Durchmesser ausgestattet. Er soll von der Position 101° West aus Nordamerika mit Fernsehen und Internet versorgen und ersetzt dort die in Betrieb befindlichen Satelliten AMC-2 und AMC-4. Er wurde auf Basis des STAR 2.4E-Satellitenbus der Orbital Sciences Corporation gebaut, von International Launch Services (ILS) gestartet und besitzt eine geplante Lebensdauer von mehr als 15 Jahren.